# Új-Zéland az 1992. évi nyári olimpiai játékokon
Új-Zéland a spanyolországi Barcelonában megrendezett 1992. évi nyári olimpiai játékok egyik részt vevő nemzete volt. Az országot az olimpián 17 sportágban 134 sportoló képviselte, akik összesen 10 érmet szereztek.

## Érmesek
| Érem  | Versenyző                                                  | Sportág      | Versenyszám                |
| ----- | ---------------------------------------------------------- | ------------ | -------------------------- |
| Arany | Barbara Kendall                                            | Vitorlázás   | Női szörfvitorlázás        |
| Ezüst | Victoria Latta Latta Andrew Nicholson Blyth Tait Mark Todd | Lovaglás     | Lovastusa, csapat          |
| Ezüst | Danyon Loader                                              | Úszás        | Férfi 200 m pillangó       |
| Ezüst | Leslie Egnot Jan Shearer                                   | Vitorlázás   | Női 470-es osztály         |
| Ezüst | Donald Cowie Roderick Davis                                | Vitorlázás   | Csillaghajó                |
| Bronz | Lorraine Moller                                            | Atlétika     | Női maraton                |
| Bronz | Gary Anderson                                              | Kerékpározás | Férfi egyéni üldözőverseny |
| Bronz | Blyth Tait                                                 | Lovaglás     | Lovastusa, egyéni          |
| Bronz | David Tua                                                  | Ökölvívás    | Nehézsúly                  |
| Bronz | Craig Monk                                                 | Vitorlázás   | Férfi finn dingi           |

| Sport         |   |   |   | Összesen |
| Asztalitenisz | 0 | 0 | 0 | 0        |
| Atlétika      | 0 | 0 | 1 | 1        |
| Birkózás      | 0 | 0 | 0 | 0        |
| Cselgáncs     | 0 | 0 | 0 | 0        |
| Evezés        | 0 | 0 | 0 | 0        |
| Gyeplabda     | 0 | 0 | 0 | 0        |
| Íjászat       | 0 | 0 | 0 | 0        |
| Kajak-kenu    | 0 | 0 | 0 | 0        |
| Kerékpározás  | 0 | 0 | 1 | 1        |
| Lovaglás      | 0 | 1 | 1 | 2        |
| Műugrás       | 0 | 0 | 0 | 0        |
| Ökölvívás     | 0 | 0 | 1 | 1        |
| Sportlövészet | 0 | 0 | 0 | 0        |
| Tollaslabda   | 0 | 0 | 0 | 0        |
| Úszás         | 0 | 1 | 0 | 1        |
| Vitorlázás    | 1 | 2 | 1 | 4        |
| Vívás         | 0 | 0 | 0 | 0        |
| Összesen      | 1 | 4 | 5 | 10       |

| Naponként | Naponként    | Naponként | Naponként | Naponként | Naponként | Naponként |
| --------- | ------------ | --------- | --------- | --------- | --------- | --------- |
| Nap       | Dátum        |           |           |           | Összesen  |           |
| 1.nap     | Július 25.   | —         | —         | —         | —         |           |
| 2.nap     | Július 26.   | 0         | 0         | 0         | 0         |           |
| 3.nap     | Július 27.   | 0         | 0         | 0         | 0         |           |
| 4.nap     | Július 28.   | 0         | 0         | 0         | 0         |           |
| 5.nap     | Július 29.   | 0         | 0         | 1         | 1         |           |
| 6.nap     | Július 30.   | 0         | 2         | 1         | 3         |           |
| 7.nap     | Július 31.   | 0         | 0         | 0         | 0         |           |
| 8.nap     | Augusztus 1. | 0         | 0         | 1         | 1         |           |
| 9.nap     | Augusztus 2. | 1         | 0         | 0         | 1         |           |
| 10.nap    | Augusztus 3. | 0         | 2         | 1         | 3         |           |
| 11.nap    | Augusztus 4. | 0         | 0         | 0         | 0         |           |
| 12.nap    | Augusztus 5. | 0         | 0         | 0         | 0         |           |
| 13.nap    | Augusztus 6. | 0         | 0         | 1         | 1         |           |
| 14.nap    | Augusztus 7. | 0         | 0         | 0         | 0         |           |
| 15.nap    | Augusztus 8. | 0         | 0         | 0         | 0         |           |
| 16.nap    | Augusztus 9. | 0         | 0         | 0         | 0         |           |
| Összesen  |              | 1         | 4         | 5         | 10        |           |

## Asztalitenisz
Férfi
| Versenyző                 | Versenyszám | Csoportkör | Csoportkör | Nyolcaddöntő      | Negyeddöntő       | Elődöntő          | Döntő             | Helyezés |
| Versenyző                 | Versenyszám | Ellenfél Eredmény | Hely.      | Ellenfél Eredmény | Ellenfél Eredmény | Ellenfél Eredmény | Ellenfél Eredmény | Helyezés |
| ------------------------- | ----------- | --- | ---------- | ----------------- | ----------------- | ----------------- | ----------------- | -------- |
| Hagen Bower               | Egyes       | A csoport · Jean-Philippe Gatien (FRA) · 0-2 · Zoran Kalinić (IOP) · 0-2 · Atanda Musa (NGR) · 0-2                                                                                            | 4.         | kiesett           | kiesett           | kiesett           | kiesett           | 49.      |
| Peter Jackson             | Egyes       | O csoport · Sibutani Hirosi (JPN) · 0-2 · Yi Ding (AUT) · 0-2 · Rubén Arado (CUB) · 2-0 | 3.         | kiesett           | kiesett           | kiesett           | kiesett           | 33.      |
| Hagen Bower Peter Jackson | Páros       | H csoport · Franciaország (FRA) · Damien Éloi · Jean-Philippe Gatien · 0-2 · Lengyelország (POL) · Andrzej Grubba · Leszek Kucharski · 0-2 · Nigéria (NGR) · Atanda Musa · Sule Olaleye · 0-2 | 4.         |                   | kiesett           | kiesett           | kiesett           | 25.      |

Női
| Versenyző | Versenyszám | Csoportkör                                                                                               | Csoportkör | Nyolcaddöntő      | Negyeddöntő       | Elődöntő          | Döntő             | Helyezés |
| Versenyző | Versenyszám | Ellenfél Eredmény                                                                                        | Hely.      | Ellenfél Eredmény | Ellenfél Eredmény | Ellenfél Eredmény | Ellenfél Eredmény | Helyezés |
| --------- | ----------- | --- | ---------- | ----------------- | ----------------- | ----------------- | ----------------- | -------- |
| Chunli Li | Egyes       | H csoport · Lily Hugh-Yip (USA) · 2-0 · Helen Amankwah (GHA) · 2-0 · Ju Szunbok (Yu Sun-Bok) (PRK) · 0-2 | 2.         | kiesett           | kiesett           | kiesett           | kiesett           | 17.      |

## Atlétika
Férfi
| Versenyző       | Versenyszám | Előfutam | Előfutam | Előfutam | Negyeddöntő | Negyeddöntő | Negyeddöntő | Elődöntő | Elődöntő | Elődöntő | Döntő   | Döntő    |
| Versenyző       | Versenyszám | Idő      | Hely.    | Össz.    | Idő         | Hely.       | Össz.       | Idő      | Hely.    | Össz.    | Idő     | Helyezés |
| --------------- | ----------- | -------- | -------- | -------- | ----------- | ----------- | ----------- | -------- | -------- | -------- | ------- | -------- |
| Cameron Taylor  | 200 m       | 20,91    | 2.       | 12.*     | 20,83       | 5.          | 22.*        | kiesett  | kiesett  | kiesett  | kiesett | kiesett  |
| Robert Johnston | 5000 m      | 13:57,87 | 9.       | 33.      |             |             |             |          |          |          | kiesett | kiesett  |
| Derek Froude    | Maraton     |          |          |          |             |             |             |          |          |          | 2:19:37 | 35.      |
| Rex Wilson      | Maraton     |          |          |          |             |             |             |          |          |          | 2:15:51 | 16.      |

| Versenyző       | Versenyszám   | Selejtező                | Selejtező                | Döntő    | Döntő    |
| Versenyző       | Versenyszám   | Eredmény                 | Helyezés                 | Eredmény | Helyezés |
| --------------- | ------------- | ------------------------ | ------------------------ | -------- | -------- |
| Paul Gibbons    | Rúdugrás      | érvényes kísérlet nélkül | érvényes kísérlet nélkül | kiesett  | kiesett  |
| Gavin Lovegrove | Gerelyhajítás | 81,04 m                  | 4.                       | 77,08 m  | 9.       |

| Versenyző     | Versenyszám | 100 m | 100 m | Távolugrás               | Távolugrás               | Súlylökés        | Súlylökés        | Magasugrás       | Magasugrás       | 400 m            | 400 m            | 110 m gát        | 110 m gát        | Diszkoszvetés    | Diszkoszvetés    | Rúdugrás         | Rúdugrás         | Gerelyhajítás    | Gerelyhajítás    | 1500 m           | 1500 m           | Végeredmény   | Végeredmény   |
| Versenyző     | Versenyszám | Idő   | Pont  | Eredmény                 | Pont                     | Eredmény         | Pont             | Eredmény         | Pont             | Idő              | Pont             | Idő              | Pont             | Eredmény         | Pont             | Eredmény         | Pont             | Eredmény         | Pont             | Idő              | Pont             | Pont          | Helyezés      |
| ------------- | ----------- | ----- | ----- | ------------------------ | ------------------------ | ---------------- | ---------------- | ---------------- | ---------------- | ---------------- | ---------------- | ---------------- | ---------------- | ---------------- | ---------------- | ---------------- | ---------------- | ---------------- | ---------------- | ---------------- | ---------------- | ------------- | ------------- |
| Simon Poelman | Tízpróba    | 12,22 | 608   | érvényes kísérlet nélkül | érvényes kísérlet nélkül | nem állt rajthoz | nem állt rajthoz | nem állt rajthoz | nem állt rajthoz | nem állt rajthoz | nem állt rajthoz | nem állt rajthoz | nem állt rajthoz | nem állt rajthoz | nem állt rajthoz | nem állt rajthoz | nem állt rajthoz | nem állt rajthoz | nem állt rajthoz | nem állt rajthoz | nem állt rajthoz | nem ért célba | nem ért célba |

Női
| Versenyző        | Versenyszám     | Előfutam | Előfutam | Előfutam | Döntő         | Döntő         |
| Versenyző        | Versenyszám     | Idő      | Hely.    | Össz.    | Idő           | Helyezés      |
| ---------------- | --------------- | -------- | -------- | -------- | ------------- | ------------- |
| Lesley Morton    | 10 000 m        | 33:51,06 | 17.      | 33.      | kiesett       | kiesett       |
| Marguerite Buist | Maraton         |          |          |          | nem ért célba | nem ért célba |
| Lorraine Moller  | Maraton         |          |          |          | 2:33:59       |               |
| Anne Judkins     | 10 km gyaloglás |          |          |          | 45:28         | 9.            |

| Versenyző     | Versenyszám   | Selejtező | Selejtező | Döntő    | Döntő    |
| Versenyző     | Versenyszám   | Eredmény  | Helyezés  | Eredmény | Helyezés |
| ------------- | ------------- | --------- | --------- | -------- | -------- |
| Kirsten Smith | Gerelyhajítás | 59,34 m   | 17.       | kiesett  | kiesett  |

| Versenyző    | Versenyszám | 100 m gát | 100 m gát | Magasugrás               | Magasugrás               | Súlylökés        | Súlylökés        | 200 m            | 200 m            | Távolugrás       | Távolugrás       | Gerelyhajítás    | Gerelyhajítás    | 800 m            | 800 m            | Végeredmény   | Végeredmény   |
| Versenyző    | Versenyszám | Idő       | Pont      | Eredmény                 | Pont                     | Eredmény         | Pont             | Idő              | Pont             | Eredmény         | Pont             | Eredmény         | Pont             | Idő              | Pont             | Pont          | Helyezés      |
| ------------ | ----------- | --------- | --------- | ------------------------ | ------------------------ | ---------------- | ---------------- | ---------------- | ---------------- | ---------------- | ---------------- | ---------------- | ---------------- | ---------------- | ---------------- | ------------- | ------------- |
| Joanne Henry | Hétpróba    | 14,55     | 902       | érvényes kísérlet nélkül | érvényes kísérlet nélkül | nem állt rajthoz | nem állt rajthoz | nem állt rajthoz | nem állt rajthoz | nem állt rajthoz | nem állt rajthoz | nem állt rajthoz | nem állt rajthoz | nem állt rajthoz | nem állt rajthoz | nem ért célba | nem ért célba |

* - egy másik versenyzővel azonos időt ért el

## Birkózás
Szabadfogású
| Versenyző      | Versenyszám | Csoportkör | Csoportkör | Helyosztók        | Helyosztók        | Helyosztók        | Bronz- mérkőzés   | Döntő             | Helyezés    |
| Versenyző      | Versenyszám | Csoportkör | Csoportkör | 9. helyért        | 7. helyért        | 5. helyért        | Bronz- mérkőzés   | Döntő             | Helyezés    |
| Versenyző      | Versenyszám | Ellenfél Eredmény | Hely.      | Ellenfél Eredmény | Ellenfél Eredmény | Ellenfél Eredmény | Ellenfél Eredmény | Ellenfél Eredmény | Helyezés    |
| -------------- | ----------- | --- | ---------- | ----------------- | ----------------- | ----------------- | ----------------- | ----------------- | ----------- |
| Shane Stannett | 52 kg       | A csoport · Majid Torkan (IRI) · 0-12 (kétvállas) · Volodimir Tohuzov (EUN) · 1-0 · Ri Hakszon (Ri Hak-son) (PRK) · 0-11 (kétvállas) · visszalépett | 6.         | kiesett           | kiesett           | kiesett           | kiesett           | kiesett           | helyezetlen |
| Grant Parker   | 90 kg       | A csoport · Óta Akira (JPN) · 0-0 (kétvállas) · Christopher Campbell (USA) · 0-15                                                                   | 9.         | kiesett           | kiesett           | kiesett           | kiesett           | kiesett           | helyezetlen |

## Cselgáncs
Férfi
| Versenyző      | Versenyszám | Selejtező                       | 32-es főtábla                    | Nyolcaddöntő      | Negyeddöntő       | Elődöntő          | Vigaszág első kör             | Vigaszág nyolcaddöntő | Vigaszág negyeddöntő | Vigaszág elődöntő | Bronz- mérkőzés   | Döntő             | Helyezés |
| Versenyző      | Versenyszám | Ellenfél Eredmény               | Ellenfél Eredmény                | Ellenfél Eredmény | Ellenfél Eredmény | Ellenfél Eredmény | Ellenfél Eredmény             | Ellenfél Eredmény     | Ellenfél Eredmény    | Ellenfél Eredmény | Ellenfél Eredmény | Ellenfél Eredmény | Helyezés |
| -------------- | ----------- | ------------------------------- | -------------------------------- | ----------------- | ----------------- | ----------------- | ----------------------------- | --------------------- | -------------------- | ----------------- | ----------------- | ----------------- | -------- |
| Stephen Corkin | Könnyűsúly  | erőnyerő                        | Jeong Hun (KOR) · 0000-1000      |                   |                   |                   | Malick Seck (SEN) · 0000-0001 | kiesett               | kiesett              | kiesett           | kiesett           |                   | 17.      |
| Graeme Spinks  | Váltósúly   | Marko Haanpää (FIN) · 1000-0000 | Sharip Varayev (EUN) · 0000-1000 | kiesett           | kiesett           | kiesett           |                               |                       |                      |                   |                   |                   | 22.      |

Női
| Versenyző     | Versenyszám | Selejtező                             | Nyolcaddöntő      | Negyeddöntő       | Elődöntő          | Vigaszág nyolcaddöntő                 | Vigaszág negyeddöntő | Vigaszág elődöntő | Bronz- mérkőzés   | Döntő             | Helyezés |
| Versenyző     | Versenyszám | Ellenfél Eredmény                     | Ellenfél Eredmény | Ellenfél Eredmény | Ellenfél Eredmény | Ellenfél Eredmény                     | Ellenfél Eredmény    | Ellenfél Eredmény | Ellenfél Eredmény | Ellenfél Eredmény | Helyezés |
| ------------- | ----------- | ------------------------------------- | ----------------- | ----------------- | ----------------- | ------------------------------------- | -------------------- | ----------------- | ----------------- | ----------------- | -------- |
| Donna Hilton  | Légsúly     | Szalíma esz-Szuákri (ALG) · 0000-0010 |                   |                   |                   | María Villapol (VEN) · 0000-1000      | kiesett              | kiesett           | kiesett           |                   | 13.      |
| Nicola Morris | Váltósúly   | Gu Hyeon-Suk (KOR) · 0000-1000        |                   |                   |                   | Csang Ti (Zhang Di) (CHN) · 0000-1100 | kiesett              | kiesett           | kiesett           |                   | 13.      |

## Evezés
Férfi
| Versenyző                                                                     | Versenyszám              | Előfutam | Előfutam | Vigaszág | Vigaszág | Elődöntő | Elődöntő | Elődöntő | Döntő | Döntő   | Döntő | Helyezés |
| Versenyző                                                                     | Versenyszám              | Idő      | Hely.    | Idő      | Hely.    | Típus    | Idő      | Hely.    | Típus | Idő     | Hely. | Helyezés |
| ----------------------------------------------------------------------------- | ------------------------ | -------- | -------- | -------- | -------- | -------- | -------- | -------- | ----- | ------- | ----- | -------- |
| Erik Verdonk                                                                  | Egypárevezős             | 6:58,35  | 2.       | 7:02,40  | 1.       | A/B      | 6:56,79  | 3.       | A     | 6:57,45 | 4.    | 4.       |
| Scott Brownlee Chris White Patrick Peoples Campbell Clayton-Greene            | Kormányos nélküli négyes | 6:03,10  | 2.       |          |          | A/B      | 6:01,19  | 3.       | A     | 6:02,13 | 6.    | 6.       |
| William Coventry Guy Melville Toni Dunlop Ian Wright Carl Sheehan (kormányos) | Kormányos négyes         | 6:32,61  | 5.       | 6:25,32  | 4.       |          |          |          | B     | 6:15,66 | 5.    | 11.      |

Női
| Versenyző                    | Versenyszám  | Előfutam | Előfutam | Vigaszág | Vigaszág | Elődöntő | Elődöntő | Elődöntő | Döntő | Döntő   | Döntő | Helyezés |
| Versenyző                    | Versenyszám  | Idő      | Hely.    | Idő      | Hely.    | Típus    | Idő      | Hely.    | Típus | Idő     | Hely. | Helyezés |
| ---------------------------- | ------------ | -------- | -------- | -------- | -------- | -------- | -------- | -------- | ----- | ------- | ----- | -------- |
| Philippa Baker Brenda Lawson | Kétpárevezős | 7:20,49  | 2.       |          |          | A/B      | 7:01,07  | 2.       | A     | 6:56,81 | 4.    | 4.       |

## Gyeplabda

### Férfi
| Új-Zélandi férfi gyeplabdacsapat-játékoskeret                                                                             | Új-Zélandi férfi gyeplabdacsapat-játékoskeret |
| --- | --- |
| - Scott Anderson - Peter Daji - David Grundy - Scott Hobson - Brett Leaver - Grant McLeod - Peter Miskimmin - Umesh Parag | - Paresh Patel - David Penfold - John Radovonich - Craig Russ - Gregory Russ - James Smith - Anthony Thornton - Ian Woodley - Szövetségi kapitány: Kevin James Towns |

#### Eredmények
Csoportkör
B csoport
| Csapat                  | M | Gy | D | V | G+ | G– | Gk  | P  |
| ----------------------- | - | -- | - | - | -- | -- | --- | -- |
| Pakisztán (PAK)         | 5 | 5  | 0 | 0 | 20 | 6  | +14 | 10 |
| Hollandia (NED)         | 5 | 4  | 0 | 1 | 20 | 10 | +10 | 8  |
| Spanyolország (ESP)     | 5 | 3  | 0 | 2 | 15 | 11 | +4  | 6  |
| Új-Zéland (NZL)         | 5 | 1  | 0 | 4 | 7  | 12 | –5  | 2  |
| Egyesített Csapat (EUN) | 5 | 1  | 0 | 4 | 12 | 20 | –8  | 2  |
| Malajzia (MAS)          | 5 | 1  | 0 | 4 | 9  | 24 | –15 | 2  |

| 1992. július 26. 10:15 | Spanyolország (ESP)            | 3–0   | Új-Zéland (NZL) | Játékvezetők: Alain Michel Renaud (FRA) Dennis Graham (GBR) |
| 1992. július 26. 10:15 | I. Escudé P. Jufresa X. Escudé | (2–0) |                 | Játékvezetők: Alain Michel Renaud (FRA) Dennis Graham (GBR) |

| 1992. július 28. 17:30 | Pakisztán (PAK) | 1–0   | Új-Zéland (NZL) | Játékvezetők: Claude Seidler (GER) Eduardo Ruiz (ARG) |
| 1992. július 28. 17:30 | Zaman           | (0–0) |                 | Játékvezetők: Claude Seidler (GER) Eduardo Ruiz (ARG) |

| 1992. július 30. 17:30 | Hollandia (NED)                      | 4–3   | Új-Zéland (NZL)           | Játékvezetők: Raymond Prior (AUS) Claude Seidler (GER) |
| 1992. július 30. 17:30 | Delissen Weterings Bovelander Honert | (1–2) | McLeod Radovonich G. Russ | Játékvezetők: Raymond Prior (AUS) Claude Seidler (GER) |

| 1992. augusztus 1. 16:00 | Új-Zéland (NZL) | 2–3   | Malajzia (MAS)  | Játékvezetők: Sana Kyoshi (JPN) Christopher Todd (GBR) |
| 1992. augusztus 1. 16:00 | McLeod C. Russ  | (1–2) | Kyndan 2 Nawawi | Játékvezetők: Sana Kyoshi (JPN) Christopher Todd (GBR) |

| 1992. augusztus 3. 16:00 | Egyesített Csapat (EUN) | 1–2   | Új-Zéland (NZL)    | Játékvezetők: Adriano De Vecchi (ITA) T. S. Bhullar (IND) |
| 1992. augusztus 3. 16:00 | Seksenbayev             | (0–0) | Radovonich G. Russ | Játékvezetők: Adriano De Vecchi (ITA) T. S. Bhullar (IND) |

Az 5–8. helyért
| 1992. augusztus 5. 20:00 | Nagy-Britannia (GBR)  | 3–2   | Új-Zéland (NZL) | Játékvezetők: Heinz Wolter (GER) Raymond Prior (AUS) |
| 1992. augusztus 5. 20:00 | Potter Hill Batchelor | (2–2) | McLeod C. Russ  | Játékvezetők: Heinz Wolter (GER) Raymond Prior (AUS) |

A 7. helyért
| 1992. augusztus 6. 17:30 | Új-Zéland (NZL)    | 2–3   | India (IND)           | Játékvezetők: Nyikolaj Sztyepanov (RUS) Peter Von Reth (NED) |
| 1992. augusztus 6. 17:30 | Radovonich C. Russ | (1–2) | Nandanúri 2 P. Szingh | Játékvezetők: Nyikolaj Sztyepanov (RUS) Peter Von Reth (NED) |

| Csapat          | Helyezés |
| --------------- | -------- |
| Új-Zéland (NZL) | 8.       |

### Női
| Új-Zélandi női gyeplabdacsapat-játékoskeret                                                                                   | Új-Zélandi női gyeplabdacsapat-játékoskeret |
| --- | --- |
| - Christine Arthur - Tina Bell-Kake - Mary Clinton - Shane Collins - Sapphire Cooper - Sue Duggan - Kylie Foy - Susan Furmage | - Elaine Jensen - Trudy Kilkolly - Anna Lawrence - Kieren O'Grady - Amanda Smith - Robyn Toomey - Katherine Trolove - Szövetségi kapitány: Patricia Barwick |

#### Eredmények
Csoportkör
B csoport
| Csapat               | M | Gy | D | V | G+ | G– | Gk | P |
| -------------------- | - | -- | - | - | -- | -- | -- | - |
| Dél-Korea (KOR)      | 3 | 2  | 0 | 1 | 8  | 3  | +5 | 4 |
| Nagy-Britannia (GBR) | 3 | 2  | 0 | 1 | 7  | 5  | +2 | 4 |
| Hollandia (NED)      | 3 | 2  | 0 | 1 | 4  | 3  | +1 | 4 |
| Új-Zéland (NZL)      | 3 | 0  | 0 | 3 | 2  | 10 | –8 | 0 |

| 1992. július 27. 18:00 | Új-Zéland (NZL) | 0–5   | Dél-Korea (KOR)                                                                                 | Játékvezetők: Christiane Asselman (BEL) Laura Crespo (ARG) |
| 1992. július 27. 18:00 |                 | (0–1) | Csang Undzsong (Jang Eun-Jeong) 2 I Gjonghi (Lee Gyeong-Hui) 2 Kvon Cshangszuk (Gwon Chang-Suk) | Játékvezetők: Christiane Asselman (BEL) Laura Crespo (ARG) |

| 1992. július 29. 20:00 | Hollandia (NED)       | 2–0   | Új-Zéland (NZL) | Játékvezetők: Renee Chatas (USA) Louise Lanning (CAN) |
| 1992. július 29. 20:00 | Lejeune-van der Ben 2 | (2–0) |                 | Játékvezetők: Renee Chatas (USA) Louise Lanning (CAN) |

| 1992. augusztus 2. 17:30 | Új-Zéland (NZL)   | 2–3   | Nagy-Britannia (GBR) | Játékvezetők: Louise Lanning (CAN) Christiane Asselman (BEL) |
| 1992. augusztus 2. 17:30 | Clinton Bell-Kake | (1–1) | Ramsay Johnson 2     | Játékvezetők: Louise Lanning (CAN) Christiane Asselman (BEL) |

Az 5–8. helyért
| 1992. augusztus 4. 9:30 | Ausztrália (AUS)             | 5–1   | Új-Zéland (NZL) | Játékvezetők: Lee Mi Ok (KOR) Maria Hernandez (ESP) |
| 1992. augusztus 4. 9:30 | Pereira 3 Capes-Hager Hawkes | (3–0) | Clinton         | Játékvezetők: Lee Mi Ok (KOR) Maria Hernandez (ESP) |

A 7. helyért
| 1992. augusztus 6. 9:30 | Új-Zéland (NZL) | 0–2   | Kanada (CAN) | Játékvezetők: Christiane Asselman (BEL) Renee Chatas (USA) |
| 1992. augusztus 6. 9:30 |                 | (0–0) | Covey Gaiga  | Játékvezetők: Christiane Asselman (BEL) Renee Chatas (USA) |

| Csapat          | Helyezés |
| --------------- | -------- |
| Új-Zéland (NZL) | 8.       |

## Íjászat
Női
| Versenyző      | Versenyszám | Selejtező | Selejtező | Selejtező | Selejtező | Selejtező | Selejtező | Selejtező | Selejtező | Selejtező | Selejtező | Kieséses szakasz  | Kieséses szakasz  | Kieséses szakasz  | Kieséses szakasz  | Kieséses szakasz  | Helyezés |
| Versenyző      | Versenyszám | 30 m      | 30 m      | 50 m      | 50 m      | 60 m      | 60 m      | 70 m      | 70 m      | Pont      | Hely.     | 32-es főtábla     | Nyolcaddöntő      | Negyeddöntő       | Elődöntő          | Döntő             | Helyezés |
| Versenyző      | Versenyszám | Pont      | Hely.     | Pont      | Hely.     | Pont      | Hely.     | Pont      | Hely.     | Pont      | Hely.     | Ellenfél Eredmény | Ellenfél Eredmény | Ellenfél Eredmény | Ellenfél Eredmény | Ellenfél Eredmény | Helyezés |
| -------------- | ----------- | --------- | --------- | --------- | --------- | --------- | --------- | --------- | --------- | --------- | --------- | ----------------- | ----------------- | ----------------- | ----------------- | ----------------- | -------- |
| Faye Johnstone | Egyéni      | 341       | 30.       | 295       | 48.       | 323       | 27.       | 302       | 28.       | 1261      | 37.       | kiesett           | kiesett           | kiesett           | kiesett           | kiesett           | 37.      |

## Kajak-kenu

### Síkvízi
Férfi
| Versenyző                                                | Versenyszám         | Előfutam | Előfutam | Előfutam | Vigaszág | Vigaszág | Vigaszág | Elődöntő | Elődöntő | Elődöntő | Döntő   | Döntő    |
| Versenyző                                                | Versenyszám         | Idő      | Hely.    | Össz.    | Idő      | Hely.    | Össz.    | Idő      | Hely.    | Össz.    | Idő     | Helyezés |
| -------------------------------------------------------- | ------------------- | -------- | -------- | -------- | -------- | -------- | -------- | -------- | -------- | -------- | ------- | -------- |
| John MacDonald                                           | Kajak egyes 500 m   | 1:44,37  | 5.       | 15.      | 1:43,24  | 2.       | 10.      | 1:43,41  | 6.       | 13.      | kiesett | kiesett  |
| John MacDonald                                           | Kajak egyes 1000 m  | 3:43,17  | 3.       | 11.      | 3:35,07  | 3.       | 6.       | 3:38,95  | 6.       | 11.      | kiesett | kiesett  |
| Ian Ferguson Paul MacDonald                              | Kajak kettes 500 m  | 1:36,43  | 5.       | 15.      | 1:32,28  | 4.       | 6.       | 1:31,02  | 6.       | 11.      | kiesett | kiesett  |
| Ian Ferguson Paul MacDonald                              | Kajak kettes 1000 m | 3:18,47  | 2.       | 6.       | erőnyerő | erőnyerő | erőnyerő | 3:19,89  | 5.       | 8.       | 3:26,84 | 8.       |
| Richard Boyle Finn O'Connor Stephen Richards Mark Scheib | Kajak négyes 1000 m | 3:03,58  | 6.       | 15.      |          |          |          | 3:00,66  | 8.       | 14.      | kiesett | kiesett  |

### Szlalom
Férfi
| Versenyző        | Versenyszám | Döntő    | Döntő    | Döntő    | Döntő    | Döntő         | Helyezés |
| Versenyző        | Versenyszám | 1. futam | 1. futam | 2. futam | 2. futam | Jobb eredmény | Helyezés |
| Versenyző        | Versenyszám | Pont     | Hely.    | Pont     | Hely.    | Pont          | Helyezés |
| ---------------- | ----------- | -------- | -------- | -------- | -------- | ------------- | -------- |
| Donald Johnstone | Kajak egyes | 120,71   | 24.      | 117,73   | 16.      | 117,73        | 25.      |

## Kerékpározás

### Országúti kerékpározás
Férfi
| Versenyző                                                    | Versenyszám     | Idő            | Helyezés |
| ------------------------------------------------------------ | --------------- | -------------- | -------- |
| Thomas Bamford                                               | Mezőnyverseny   | 4:36:41(+1:20) | 73.      |
| Brian Fowler                                                 | Mezőnyverseny   | 4:35:56(+0:35) | 59.      |
| Graeme Miller                                                | Mezőnyverseny   | 4:35:56(+0:35) | 51.      |
| Brian Fowler Paul Leitch Graeme Miller Christopher Nicholson | Csapat időfutam | 2:08:10(+6:31) | 10.      |

Női
| Versenyző           | Versenyszám   | Idő             | Helyezés |
| ------------------- | ------------- | --------------- | -------- |
| Joann Burke         | Mezőnyverseny | 2:05:03(+0:21)  | 30.      |
| Rosalind Reekie-May | Mezőnyverseny | 2:23:52(+19:10) | 49.      |

### Pálya-kerékpározás
Sprintversenyek
| Versenyző   | Versenyszám  | Selejtező | Selejtező | 1. forduló                  | 1. forduló | Vigaszág selejtező                  | Vigaszág selejtező | Vigaszág döntő             | Vigaszág döntő | 2. forduló                                              | 2. forduló | Vigaszág                       | Vigaszág | Negyeddöntő          | 5–8. helyért           | 5–8. helyért | Elődöntő             | Döntő                | Helyezés    |
| Versenyző   | Versenyszám  | Idő       | Hely.     | Ellenfél Győztes idő        | Hely.      | Ellenfél Győztes idő                | Hely.              | Ellenfél Győztes idő       | Hely.          | Ellenfelek Győztes idő                                  | Hely.      | Ellenfél Győztes idő           | Hely.    | Ellenfél Győztes idő | Ellenfelek Győztes idő | Hely.        | Ellenfél Győztes idő | Ellenfél Győztes idő | Helyezés    |
| ----------- | ------------ | --------- | --------- | --------------------------- | ---------- | ----------------------------------- | ------------------ | -------------------------- | -------------- | ------------------------------------------------------- | ---------- | ------------------------------ | -------- | -------------------- | ---------------------- | ------------ | -------------------- | -------------------- | ----------- |
| Jon Andrews | Férfi egyéni | 11,102    | 16.       | Jens Fiedler (GER) · 11,339 | 2.         | Dirk Jan van Hameren (NED) · 11,251 | 1.                 | Rolf Furrer (SUI) · 11,701 | 1.             | Curtis Harnett (CAN) · Kenneth Carpenter (USA) · 10,994 | 2.         | Roberto Chiappa (ITA) · 11,137 | 2.       | kiesett              | kiesett                | kiesett      | kiesett              | kiesett              | helyezetlen |

Üldözőversenyek
| Versenyző                                                                 | Versenyszám                | Selejtező | Selejtező | Negyeddöntő | Negyeddöntő | Negyeddöntő | Elődöntő                      | Elődöntő  | Elődöntő | Döntő        | Döntő     | Helyezés |
| Versenyző                                                                 | Versenyszám                | Idő       | Hely.     | Ellenfél Idő | Saját idő   | Hely.       | Ellenfél Idő                  | Saját idő | Hely.    | Ellenfél Idő | Saját idő | Helyezés |
| ------------------------------------------------------------------------- | -------------------------- | --------- | --------- | --- | ----------- | ----------- | ----------------------------- | --------- | -------- | ------------ | --------- | -------- |
| Gary Anderson                                                             | Férfi egyéni üldözőverseny | 4:32,253  | 4.        | Philippe Ermenault (FRA) · 4:28,838                                                                             | 4:27,954    | 3.          | Jens Lehmann (GER) · 4:27,230 | 4:31,061  | 3.       |              |           |          |
| Jacqueline Nelson                                                         | Női egyéni üldözőverseny   | 3:51,259  | 10.       | kiesett | kiesett     | kiesett     | kiesett                       | kiesett   | kiesett  | kiesett      | kiesett   | 10.      |
| Gary Anderson Nigel Donnelly Carlos Marryatt Glenn McLeay Stuart Williams | Férfi csapat üldözőverseny | 4:21,145  | 7.        | Németország (GER) · Guido Fulst · Michael Glöckner · Jens Lehmann · Stefan Steinweg · Andreas Walzer · 4:10,980 | lekörözték  | 7.          | kiesett                       | kiesett   | kiesett  | kiesett      | kiesett   | 7.       |

Időfutam
| Versenyző   | Versenyszám           | Idő      | Helyezés |
| ----------- | --------------------- | -------- | -------- |
| Jon Andrews | Férfi egyéni időfutam | 1:05,240 | 7.       |

Pontversenyek
| Versenyző    | Versenyszám       | Selejtező | Selejtező | Selejtező | Selejtező | Döntő     | Döntő | Helyezés |
| Versenyző    | Versenyszám       | Csoport   | lekörözés | Pont      | Hely.     | lekörözés | Pont  | Helyezés |
| ------------ | ----------------- | --------- | --------- | --------- | --------- | --------- | ----- | -------- |
| Glenn McLeay | Férfi pontverseny | B         | -         | 15        | 2.        | -         | 30    | 4.       |

## Lovaglás
Díjugratás
| Versenyző                            | Ló                             | Versenyszám | Selejtező | Selejtező | Selejtező | Selejtező | Selejtező | Selejtező | Selejtező  | Selejtező  | Döntő   | Döntő   | Döntő   | Döntő   | Végeredmény | Végeredmény |
| Versenyző                            | Ló                             | Versenyszám | 1. kör    | 1. kör    | 2. kör    | 2. kör    | 2. kör    | 3. kör    | Összesítés | Összesítés | 1. kör  | 1. kör  | 2. kör  | 2. kör  | Végeredmény | Végeredmény |
| Versenyző                            | Ló                             | Versenyszám | Pont      | Hely.     | Pont      | Össz.     | Hely.     | Pont      | Pont       | Hely.      | Bünt.   | Hely.   | Bünt.   | Hely.   | Pont/Bünt   | Helyezés    |
| ------------------------------------ | ------------------------------ | ----------- | --------- | --------- | --------- | --------- | --------- | --------- | ---------- | ---------- | ------- | ------- | ------- | ------- | ----------- | ----------- |
| Bruce Goodin                         | Reservation                    | Egyéni      | 22,50     | 65.       | 29,00     | 51,50     | 71.       | 45,00     | 96,50      | 59.        | kiesett | kiesett | kiesett | kiesett | 96,50       | 59.         |
| Mark Todd                            | Double Take                    | Egyéni      | 70,50     | 13.       | 72,50     | 143,00    | 10.       |           | 143,00     | 37.        | 20,00   | 34.     | kiesett | kiesett | 20,00       | 34.         |
| Harvey Wilson                        | Mayday                         | Egyéni      | 36,00     | 52.       | 45,50     | 81,50     | 47.       | 48,00     | 129,50     | 48.        | kiesett | kiesett | kiesett | kiesett | 129,50      | 48.         |
| Bruce Goodin Mark Todd Harvey Wilson | Reservation Double Take Mayday | Csapat      |           |           |           |           |           |           |            |            | 38,25   | 16.     | 28,75   | 11.     | 67,00       | 15.         |

Lovastusa
| Versenyző                                            | Ló                                            | Versenyszám | Díjlovaglás | Díjlovaglás | Tereplovaglás    | Tereplovaglás    | Tereplovaglás | Díjugratás | Díjugratás | Végeredmény | Végeredmény |
| Versenyző                                            | Ló                                            | Versenyszám | Bünt.       | Hely.       | Bünt.            | Hely.            | Össz.         | Bünt.      | Hely.      | Bünt.       | Helyezés    |
| ---------------------------------------------------- | --------------------------------------------- | ----------- | ----------- | ----------- | ---------------- | ---------------- | ------------- | ---------- | ---------- | ----------- | ----------- |
| Victoria Latta                                       | Chief                                         | Egyéni      | 58,00       | 19.         | 24,80            | 6.               | 5.            | 5,00       | 9.         | 87,80       | 4.          |
| Andrew Nicholson                                     | Spinning Rhombus                              | Egyéni      | 61,20       | 27.         | 9,20             | 3.               | 2.            | 45,00      | 62.        | 115,40      | 16.         |
| Blyth Tait                                           | Messiah                                       | Egyéni      | 78,80       | 69.         | 8,80             | 2.               | 8.            | 0,00       | 1.         | 87,60       |             |
| Mark Todd                                            | Welton Greylag                                | Egyéni      | 47,40       | 5.          | nem állt rajthoz | nem állt rajthoz | kiesett       | kiesett    | kiesett    | kiesett     | kiesett     |
| Victoria Latta Andrew Nicholson Blyth Tait Mark Todd | Chief Spinning Rhombus Messiah Welton Greylag | Csapat      | 198,00      | 10.         | 42,80            | 1.               | 1.            | 50,00      | 13.        | 290,80      |             |

## Műugrás
Női
| Versenyző      | Versenyszám        | Elődöntő | Elődöntő | Döntő   | Döntő    |
| Versenyző      | Versenyszám        | Pont     | Helyezés | Pont    | Helyezés |
| -------------- | ------------------ | -------- | -------- | ------- | -------- |
| Tania Paterson | Egyéni toronyugrás | 254,04   | 24.      | kiesett | kiesett  |

## Ökölvívás
| Versenyző      | Versenyszám   | Selejtező                 | Nyolcaddöntő            | Negyeddöntő                     | Elődöntő                     | Döntő             | Helyezés |
| Versenyző      | Versenyszám   | Ellenfél Eredmény         | Ellenfél Eredmény       | Ellenfél Eredmény               | Ellenfél Eredmény            | Ellenfél Eredmény | Helyezés |
| -------------- | ------------- | ------------------------- | ----------------------- | ------------------------------- | ---------------------------- | ----------------- | -------- |
| Trevor Shailer | Kisváltósúly  | Szűcs László (HUN) · 0-7  | kiesett                 | kiesett                         | kiesett                      | kiesett           | 17.      |
| Sililo Figota  | Nagyváltósúly | Markus Beyer (GER) · 2-16 | kiesett                 | kiesett                         | kiesett                      | kiesett           | 17.      |
| David Tua      | Nehézsúly     | erőnyerő                  | José Ortega (ESP) · RSC | Vojtěch Rückschloss (TCH) · RSC | David Izonritei (NGR) · 7-12 | kiesett           |          |

RSC - a játékvezető megállította a mérkőzést

## Sportlövészet
Férfi
| Versenyző         | Versenyszám       | Selejtező | Selejtező | Döntő   | Döntő    |
| Versenyző         | Versenyszám       | Pont      | Helyezés  | Pont    | Helyezés |
| ----------------- | ----------------- | --------- | --------- | ------- | -------- |
| Gregory Yelavich  | Légpisztoly       | 575       | 22.**     | kiesett | kiesett  |
| Gregory Yelavich  | Szabadpisztoly    | 543       | 37.***    | kiesett | kiesett  |
| Stephen Petterson | Sportpuska, fekvő | 589       | 42.       | kiesett | kiesett  |

Női
| Versenyző     | Versenyszám | Selejtező | Selejtező | Döntő   | Döntő    |
| Versenyző     | Versenyszám | Pont      | Helyezés  | Pont    | Helyezés |
| ------------- | ----------- | --------- | --------- | ------- | -------- |
| Jocelyne Lees | Légpisztoly | 369       | 42.*      | kiesett | kiesett  |

* - két másik versenyzővel azonos eredményt ért el

** - három másik versenyzővel azonos eredményt ért el

*** - négy másik versenyzővel azonos eredményt ért el

## Tollaslabda
| Versenyző                      | Versenyszám | Selejtező                            | 32-es főtábla                                                  | Nyolcaddöntő      | Negyeddöntő       | Elődöntő          | Döntő             | Helyezés |
| Versenyző                      | Versenyszám | Ellenfél Eredmény                    | Ellenfél Eredmény                                              | Ellenfél Eredmény | Ellenfél Eredmény | Ellenfél Eredmény | Ellenfél Eredmény | Helyezés |
| ------------------------------ | ----------- | ------------------------------------ | -------------------------------------------------------------- | ----------------- | ----------------- | ----------------- | ----------------- | -------- |
| Dean Galt                      | Férfi egyes | Christopher Jogis (USA) · 1-15, 3-15 | kiesett                                                        | kiesett           | kiesett           | kiesett           | kiesett           | 33.      |
| Kerrin Harrison                | Férfi egyes | Andrej Antropov (EUN) · 3-15, 10-15  | kiesett                                                        | kiesett           | kiesett           | kiesett           | kiesett           | 33.      |
| Rhona Robertson                | Női egyes   | Sandra Dimbour (FRA) · 12-10, 12-9   | Pornsawan Plungwech (THA) · 9-12, 11-2, 9-12                   | kiesett           | kiesett           | kiesett           | kiesett           | 17.      |
| Dean Galt Kerrin Harrison      | Férfi páros |                                      | Dánia (DEN) · Jon Holst-Christensen · Thomas Lund · 0-15, 2-15 | kiesett           | kiesett           | kiesett           | kiesett           | 17.      |
| Sharon Jenkins Rhona Robertson | Női páros   |                                      | Dél-Korea (KOR) · Kil Jonga · Szim Undzsong · 4-15, 2-15       | kiesett           | kiesett           | kiesett           | kiesett           | 17.      |

## Úszás
Férfi
| Versenyző                                          | Versenyszám          | Előfutam | Előfutam | Előfutam | Döntő   | Döntő   | Döntő   | Helyezés |
| Versenyző                                          | Versenyszám          | Idő      | Hely.    | Össz.    | Típus   | Idő     | Hely.   | Helyezés |
| -------------------------------------------------- | -------------------- | -------- | -------- | -------- | ------- | ------- | ------- | -------- |
| Mark Weldon                                        | 50 m gyors           | 23,87    | 3.*      | 37.*     | kiesett | kiesett | kiesett | kiesett  |
| Nicholas Sanders                                   | 50 m gyors           | 23,79    | 7.       | 34.*     | kiesett | kiesett | kiesett | kiesett  |
| Nicholas Sanders                                   | 100 m pillangó       | 55,44    | 1.       | 25.      | kiesett | kiesett | kiesett | kiesett  |
| Nicholas Sanders                                   | 100 m gyors          | 51,77    | 4.       | 36.      | kiesett | kiesett | kiesett | kiesett  |
| John Steel                                         | 100 m gyors          | 50,59    | 5.*      | 14.*     | B       | 50,69   | 5.      | 13.      |
| John Steel                                         | 200 m gyors          | 1:50,56  | 1.       | 18.**    | B       | 1:51,12 | 8.      | 16.      |
| Trent Bray                                         | 200 m gyors          | 1:52,49  | 2.       | 26.      | kiesett | kiesett | kiesett | kiesett  |
| Richard Tapper                                     | 400 m gyors          | 3:59,71  | 8.       | 29.      | kiesett | kiesett | kiesett | kiesett  |
| Danyon Loader                                      | 400 m gyors          | 3:50,05  | 4.       | 5.       | A       | 3:49,97 | 8.      | 8.       |
| Danyon Loader                                      | 200 m pillangó       | 1:58,15  | 1.       | 2.       | A       | 1:57,93 | 2.      |          |
| Guy Callaghan                                      | 200 m pillangó       | 2:02,12  | 4.       | 27.      | kiesett | kiesett | kiesett | kiesett  |
| Guy Callaghan                                      | 100 m pillangó       | 55,49    | 5.       | 28.      | kiesett | kiesett | kiesett | kiesett  |
| Simon Percy                                        | 100 m hát            | 57,96    | 8.       | 33.      | kiesett | kiesett | kiesett | kiesett  |
| Simon Percy                                        | 200 m hát            | 2:05,53  | 3.       | 28.      | kiesett | kiesett | kiesett | kiesett  |
| Simon Percy                                        | 200 m vegyes         | 2:06,76  | 4.       | 28.      | kiesett | kiesett | kiesett | kiesett  |
| John Steel Nicholas Sanders Trent Bray Mark Weldon | 4 × 100 m gyorsváltó | 3:23,09  | 4.       | 9.       | kiesett | kiesett | kiesett | kiesett  |
| Trent Bray Richard Tapper John Steel Danyon Loader | 4 × 200 m gyorsváltó | 7:24,36  | 4.       | 11.      | kiesett | kiesett | kiesett | kiesett  |

Női
| Versenyző         | Versenyszám  | Előfutam | Előfutam | Előfutam | Döntő   | Döntő   | Döntő   | Helyezés |
| Versenyző         | Versenyszám  | Idő      | Hely.    | Össz.    | Típus   | Idő     | Hely.   | Helyezés |
| ----------------- | ------------ | -------- | -------- | -------- | ------- | ------- | ------- | -------- |
| Toni Jeffs        | 50 m gyors   | 26,90    | 7.*      | 27.*     | kiesett | kiesett | kiesett | kiesett  |
| Toni Jeffs        | 100 m gyors  | 58,80    | 8.       | 29.      | kiesett | kiesett | kiesett | kiesett  |
| Philippa Langrell | 400 m gyors  | 4:14,00  | 3.       | 9.       | B       | 4:12,96 | 1.      | 9.       |
| Philippa Langrell | 800 m gyors  | 8:38,43  | 1.       | 5.       | A       | 8:35,57 | 4.      | 4.       |
| Philippa Langrell | 400 m vegyes | 4:53,62  | 1.       | 17.      | kiesett | kiesett | kiesett | kiesett  |
| Anna Simcic       | 100 m hát    | 1:03,12  | 5.       | 11.      | B       | 1:03,30 | 3.      | 11.      |
| Anna Simcic       | 200 m hát    | 2:12,99  | 3.       | 6.       | A       | 2:11,99 | 5.      | 5.       |

* - egy másik versenyzővel azonos időt ért el

** - két másik versenyző visszalépése miatt indulhatott a B döntőben

## Vitorlázás
Férfi
| Versenyző                  | Versenyszám     | Futam  | Futam | Futam   | Futam | Futam | Futam  | Futam | Futam | Futam | Futam | Pontszám | Helyezés |
| Versenyző                  | Versenyszám     | 1      | 2     | 3       | 4     | 5     | 6      | 7     | 8     | 9     | 10    | Pontszám | Helyezés |
| -------------------------- | --------------- | ------ | ----- | ------- | ----- | ----- | ------ | ----- | ----- | ----- | ----- | -------- | -------- |
| Bruce Kendall              | Szörfvitorlázás | 18,0   | 24,0  | (51,0*) | 5,7   | 16,0  | 0,0    | 0,0   | 19,0  | 20,0  | 3,0   | 105,7    | 4.       |
| Craig Monk                 | Finn dingi      | (29,0) | 17,0  | 0,0     | 13,0  | 23,0  | 11,7   | 0,0   |       |       |       | 64,7     |          |
| Jon Bilger Craig Greenwood | 470-es osztály  | 24,0   | 15,0  | 5,7     | 16,0  | 5,7   | (44,0) | 14,0  |       |       |       | 80,4     | 7.       |

Női
| Versenyző                | Versenyszám     | Futam  | Futam  | Futam | Futam | Futam  | Futam | Futam | Futam | Futam | Futam | Pontszám | Helyezés |
| Versenyző                | Versenyszám     | 1      | 2      | 3     | 4     | 5      | 6     | 7     | 8     | 9     | 10    | Pontszám | Helyezés |
| ------------------------ | --------------- | ------ | ------ | ----- | ----- | ------ | ----- | ----- | ----- | ----- | ----- | -------- | -------- |
| Barbara Kendall          | Szörfvitorlázás | 0,0    | (16,0) | 5,7   | 3,0   | 0,0    | 3,0   | 11,7  | 13,0  | 5,7   | 5,7   | 47,8     |          |
| Jennifer Armstrong       | Europe          | 17,0   | 10,0   | 3,0   | 14,0  | (26,0) | 18,0  | 3,0   |       |       |       | 65,0     | 4.       |
| Leslie Egnot Jan Shearer | 470-es osztály  | (24,0) | 10,0   | 0,0   | 15,0  | 0,0    | 11,7  | 0,0   |       |       |       | 36,7     |          |

Nyílt
| Versenyző                    | Versenyszám     | Futam  | Futam | Futam  | Futam  | Futam | Futam | Futam | Pontszám | Helyezés |
| Versenyző                    | Versenyszám     | 1      | 2     | 3      | 4      | 5     | 6     | 7     | Pontszám | Helyezés |
| ---------------------------- | --------------- | ------ | ----- | ------ | ------ | ----- | ----- | ----- | -------- | -------- |
| Donald Cowie Roderick Davis  | Csillaghajó     | 8,0    | 5,7   | 10,0   | (18,0) | 11,7  | 13,0  | 10,0  | 58,4     |          |
| Brian Jones Rex Sellers      | Tornádó         | 19,0   | 18,0  | (22,0) | 0,0    | 11,7  | 3,0   | 0,0   | 51,7     | 4.       |
| Murray Jones Gregory Knowles | Repülő hollandi | (25,0) | 18,0  | 3,0    | 18,0   | 13,0  | 0,0   | 16,0  | 68,0     | 4.       |

| Versenyző                                  | Versenyszám | Előfutam | Előfutam | Előfutam | Előfutam | Előfutam | Előfutam | Előfutam | Előfutam | Csoportkör | Csoportkör | Csoportkör | Csoportkör | Csoportkör | Csoportkör | Csoportkör | Kieséses szakasz | Kieséses szakasz | Helyezés |
| Versenyző                                  | Versenyszám | 1        | 2        | 3        | 4        | 5        | 6        | Pont     | Hely.    |            |            |            |            |            | Pont       | Hely.      | Elődöntő         | Döntő            | Helyezés |
| ------------------------------------------ | ----------- | -------- | -------- | -------- | -------- | -------- | -------- | -------- | -------- | ---------- | ---------- | ---------- | ---------- | ---------- | ---------- | ---------- | ---------------- | ---------------- | -------- |
| Russell Coutts Simon Daubney Graham Fleury | Soling      | 17,0     | 15,0     | (18,0)   | 3,0      | 18,0     | 11,7     | 64,7     | 8.       | kiesett    | kiesett    | kiesett    | kiesett    | kiesett    | kiesett    | kiesett    | kiesett          | kiesett          | 8.       |

* - nem ért célba

## Vívás
Férfi
| Versenyző    | Versenyszám       | Csoportkör | Csoportkör | Selejtező                                | 32-es főtábla     | Egyenes ág a negyeddöntőért | Egyenes ág a negyeddöntőért | Vigaszág a negyeddöntőért | Vigaszág a negyeddöntőért | Vigaszág a negyeddöntőért | Vigaszág a negyeddöntőért | Negyeddöntő       | Elődöntő          | Döntő             | Helyezés |
| Versenyző    | Versenyszám       | Csoportkör | Csoportkör | Selejtező                                | 32-es főtábla     | 1. kör                      | 2. kör                      | 1. kör                    | 2. kör                    | 3. kör                    | 4. kör                    | Negyeddöntő       | Elődöntő          | Döntő             | Helyezés |
| Versenyző    | Versenyszám       | Ellenfél Eredmény | Hely.      | Ellenfél Eredmény                        | Ellenfél Eredmény | Ellenfél Eredmény           | Ellenfél Eredmény           | Ellenfél Eredmény         | Ellenfél Eredmény         | Ellenfél Eredmény         | Ellenfél Eredmény         | Ellenfél Eredmény | Ellenfél Eredmény | Ellenfél Eredmény | Helyezés |
| ------------ | ----------------- | --- | ---------- | ---------------------------------------- | ----------------- | --------------------------- | --------------------------- | ------------------------- | ------------------------- | ------------------------- | ------------------------- | ----------------- | ----------------- | ----------------- | -------- |
| Gavin McLean | Párbajtőr, egyéni | 5. csoport · Mauricio Rivas (COL) · 2-5 · Adrian Pop (ROU) · 4-5 · Maurizio Randazzo (ITA) · 0-5 · Olivier Jacquet (SUI) · 5-5 · Mísel Júszef (LIB) · 5-2 · Enzo da Ponte (PAR) · 5-1 | 4.         | Bogdan Nowosielski (CAN) · 5-1, 3-5, 1-5 | kiesett           | kiesett                     | kiesett                     | kiesett                   | kiesett                   | kiesett                   | kiesett                   | kiesett           | kiesett           | kiesett           | 45.      |